# De Dion-Bouton Type AW
Der De Dion-Bouton Type AW ist ein Pkw-Modell aus der Anfangszeit des 20. Jahrhunderts. Hersteller war De Dion-Bouton aus Frankreich.

## Beschreibung
Eine Quelle gibt die Bauzeit mit 1907 bis 1908 an. 1907 als Einführungsjahr ist stimmig, allerdings ist auch 1906 möglich. Der Hersteller vergab die Typenbezeichnungen chronologisch alphabetisch. Der Type AV erhielt seine Zulassung am 3. August 1906 und der Type AX am 16. Januar 1907.
Der Vierzylindermotor hat 1767 cm³ Hubraum. Das Gleiche gilt für den Type BH, für den 75 mm Bohrung und 100 mm Hub bekannt sind. Der Motor war damals in Frankreich mit 12 Cheval fiscal (Steuer-PS) eingestuft und leistet 12 PS. Er ist vorne im Fahrgestell montiert und treibt die Hinterräder an. Wasserkühler und Kühlergrill befinden sich direkt vor dem Motor, so wie es für Fahrzeuge dieses Herstellers ab 1906 üblich war. Das Getriebe hat drei Gänge. 65 km/h Höchstgeschwindigkeit sind angegeben.
Bekannt sind Aufbauten als Doppelphaeton.
Ein rotes Fahrzeug ist in der Cité de l’Automobile in Mülhausen ausgestellt. Ein Wagen in Grün soll ebenfalls noch existieren.
Als Nachfolger kann der bereits erwähnte Type BH mit einem gleich großen Motor angesehen werden. Er erhielt am 10. Oktober 1907 seine Zulassung.

## Motorsport
Eine Quelle gibt an, dass 1907 zwei Fahrzeuge dieses Typs an der Fernfahrt von Peking nach Paris teilnahmen. Andere Quellen nennen allerdings abweichende Motordaten.